# 地中海颶風肯德莎
地中海颶風肯德莎（英語：Medicane Qendresa），是一股有紀錄以來最強的地中海氣旋之一，並在2014年侵襲馬爾他和義大利西西里島，這股氣旋在11月5日形成，受惠於高空冷渦，使其在11月7日達到巔峰，並在當日下午侵襲馬爾他並在翌日越過西西里島的東部海岸，最終於11月11日在克里特上空消散，部分研究指出，肯德莎在達到巔峰前即已轉換性質為副熱帶氣旋。肯德莎在義大利造成三人死亡，並造成至少2.5億美元的損失。

## 氣象歷史
2014年11月3日，有一股短波槽自英國開始向南延伸到北非，此低壓槽所挾帶的水氣亦造成馬焦雷湖溢流。柏林自由大學氣象研究所分別將南側與北側系統標示為「Qendresa I」及「Qendresa II」，原先北側的「Qendresa I」的低層環流中心在11月5日逐漸填塞消失，短波槽在突尼西亞東岸的克肯納群島發展出另一個低層環流中心，之後多數研究及報告皆以「Qendresa」稱呼該中心，而短波槽在同日分別在法國東南沿海和阿爾及利亞形成兩個高空環流中心，前者很快就被填塞而消散，後者則以割離低壓形態移入西西里海峽。
肯德莎的低層環流中心在11月7日向北移動，在潘泰萊里亞與割離低壓形態的高空環流中心合併成一個系統，此時因受約為攝氏23度的海溫及中高層大冷池所造成的不穩定性，使得肯德莎的風場迅速閉合並急劇增強，數小時後在利諾薩島附近觀測出類似熱帶氣旋的風眼結構。在肯德莎侵襲馬爾他後，肯德莎失去鋒面特徵並被觀測出更清楚的風眼結構。義大利使用的MOLOCH模式在此時分析肯德莎，認為其中心比周圍溫暖至少6℃，推估肯德莎已成為暖心系統，肯德莎在此時被認定是一股副熱帶氣旋。
肯德莎在巔峰時期的強度中心最低低壓約為978百帕斯卡、最大持續風速約為110.9每小時（30.8每秒；59.9節）、最大陣風則約為153.7每小時（42.7每秒；83.0節）。然而，肯德莎受西西里島的影響而往東北移動，但在義大利東部迴轉，肯德莎在11月8日向西移動到卡塔尼亞近海，並往南掠過叙拉古，肯德莎的結構受到陸地破壞及處在高風切變區域，強度迅速減弱，並在11月9日轉變成非熱帶性質的系統，隨後於11月10日移動到克里特，最終在11月11日消散。

## 影響
馬爾他北部的聖保羅灣城Buġibba氣象站在協調世界時15時58分測得十分鐘最大持續風速110.9每小時（30.8每秒；59.9節）並測得最大陣風153.7每小時（42.7每秒；83.0節），為史上陸地實測風速最強的地中海颶風，並在一小時後測得中心最低氣壓978百帕斯卡為史上氣壓最低的地中海颶風，馬耳他國際機場及義大利蘭佩杜薩島亦分別測得119每小時（33每秒；64節）及135每小時（38每秒；73節）的陣風。肯德莎在義大利造成三人死亡，並造成至少2.5億美元的損失。
受到肯德莎的影響，馬爾他的機場停止飛航，港口亦被關閉，低窪地區亦有汽車受淹水影響而熄火，造成該地區交通混亂，除此之外，肯德莎還造成有電線桿及樹木被吹倒，造成部分城鎮停電。西西里島東部亦有類似的災害，包含屋頂遭掀飛及船隻翻覆等災情。

## 釋義
1. ↑  冷渦，又稱冷性氣旋、冷心低壓、冷心氣旋，相對於暖渦而言，指中心溫度低於外圍的低氣壓。根據熱力風方程，冷渦強度將隨高度而增加。割離低壓即冷渦的一種。[1]
2. ↑  割離低壓，又稱切斷低壓，自槽線發展而來，並於基本西風氣流中移出，並位於此氣流南方之一冷低壓。此種低壓在大氣上層頗為顯著，一般多出現在阻塞高壓。[8][9]

## 外部連結
- The Birth and Death of Medicane Qendresa（页面存档备份，存于）
- Medicane Qendresa Hits Malta And Sicily （页面存档备份，存于）
- Ciclone mediterraneo 7–8 novembre 2014 （页面存档备份，存于）
- Mediterranean Tropical Products Page – Satellite Services Division – Office of Satellite Data Processing and Distribution（页面存档备份，存于）
- Northeast Atlantic and Mediterranean Imagery（页面存档备份，存于）